# Jesse Chacón
Jesse Alonso Chacón Escamillo, (Caracas, 9 de noviembre de 1965) es un militar, ingeniero y político venezolano. Desde 2015 es jefe de la misión diplomática de Venezuela en Austria, concurrente en Croacia y Eslovenia; y la misión diplomática ante la Oficina de las Naciones Unidas en Viena y los Organismos Internacionales con sede en Austria

## Biografía

### Carrera militar
Egresó de la Academia Militar 1987 como licenciado en ciencias y artes militares en la promoción "Tomás Montilla Padrón". En 1996 se graduó de ingeniero de sistemas en el Instituto Universitario Politécnico de la Fuerza Armada Nacional. Completó un postgrado en Telemática del Instituto Nacional de Telecomunicaciones de Francia y en la Universidad Simón Bolívar en Caracas.
Con el grado de teniente, participó en el golpe militar del 27 de noviembre de 1992, secuela del golpe militar de 4 de febrero del mismo año, liderado por el entonces Comandante Hugo Chávez en contra del gobierno del presidente Carlos Andrés Pérez. Participó en la toma de las instalaciones del canal del Estado Venezolana de Televisión (VTV). Tras este hecho el Consejo de Guerra lo había condenado a 22 años de prisión, pero dos años después del golpe, el presidente Rafael Caldera ordenó el sobreseimiento del proceso.

### Carrera política
Después de la ascensión a la presidencia de Chávez en 1999 integró varios cargos de importancia. En 1999 trabajó en la Gerencia General de operaciones de Conatel. En mayo de 2001 fue nombrado director general de ese mismo organismo. En julio de 2003 fue nombrado titular del nuevo Ministerio de Comunicación. Fue Director de Comunicaciones del Comando Maisanta, dirigiendo la campaña del “NO” durante el referéndum revocatorio de 2004.
Entre 2004 y 2007 fue ministro del Interior. Un escándalo por 8 soldados quemados dentro de una celda de castigo en el Fuerte Mara en 2004 provocó que Chacón presentara su renuncia, sin embargo, tras unas disuclpas pulbica de Hugo Chávez fue ratificado en el cargo.
El 9 de enero de 2007 Chacón pasó a ser ministro de Telecomunicaciones e Informática. Durante su tiempo en dicho ministerio logró la adquisición por parte del Estado de la Compañía Anónima Nacional de Teléfonos de Venezuela (CANTV). Además coordinó la transición institucional tras el vencimiento de la concesión del canal privado RCTV. En enero de 2008 fue designado ministro del Despacho de la Presidencia desde donde apoyó la gestión del presidente Hugo Chávez.
En abril de 2009 es designado ministro para Ciencia, Tecnología e Industrias Intermedias; ocupa el cargo hasta el 6 de diciembre de 2009, cuando renunció luego de la detención de su hermano, Arné Chacón, por su vinculación con la investigación iniciada a raíz de la intervención de siete instituciones financieras de Venezuela.
El 21 de abril de 2013 fue nombrado ministro de Energía Eléctrica. En casi dos años de gestión Chacón alcanzó la instalación de 2935 MW de generación nueva y la reincorporación al sistema de generación de 3.260 MW. Se instalaron 862 kilómetros de nuevas líneas de transmisión. A través del plan Banda Verde se logró la disminución del crecimiento de la demanda de 7,1% a 1,7% entre el 2013 y 2014. Se instalaron más de 49 millones de bombillos ahorradores en todo el territorio nacional. Se logró la transformación institucional y la adecuación organizacional de la empresa Corpoelec y el pago del 100% de la deuda laboral. Entre las nuevas obras, destaca la inauguración de importantes centrales como Luis Zambrano en El Vigía, Antonio José de Sucre en Cumaná, y Fabricio Ojeda en Mérida. Por otra parte, a partir del año 2014 y hasta el momento en que ocupó este cargo, Venezuela deja de comprar energía eléctrica a Colombia, lo cual representó ahorros por el orden de 100 MM$ anuales.
A finales de 2015 el presidente Nicolás Maduro lo postuló como embajador de Austria. Pasó a encabezar la misión permanente de Venezuela en el país, concurrente en Croacia y Eslovenia y aquella ante la Oficina de las Naciones Unidas en Viena y los organismos internacionales con sede en Austria.
Jesse Chacón diseñó, y condujo el proceso para la firma e implementación del Proyecto País entre Venezuela y la Organización de las Naciones Unidas para el Desarrollo Industrial, en el cual, Venezuela acude a ese organismo multilateral para solicitar el apoyo que le permita fortalecer las cadenas de valor para siete productos agrícolas que fueron identificados por las autoridades nacionales como prioritarios.
El programa cuya firma se dio en mayo de 2018, ha contado hasta la fecha con la participación de asesores internacionales, empresarios privados y públicos del sector agrícola a nivel nacional, y el apoyo del gobierno nacional, y ha producido como resultado, la conformación de un comité de cadena por cada uno de los rubros (arroz, maíz, soya, granos, caña de azúcar, café y cacao).
En paralelo, Chacón asumió la conducción del capítulo Viena del Movimiento de Países no alineados (MNOAL) entre septiembre de 2016-octubre de 2019, en el cual se destacan los siguientes logros: Elaboración y presentaciones de declaraciones en nombre del movimiento, coordinación de los temas de Salvaguardias en Siria, Zona libre de Armas Nucleares en el Medio Oriente, informe de Salva Guardias y Capacidades Nucleares de Israel.
Encabezó durante cuatro años consecutivos la celebración del evento del Día internacional sobre la Eliminación de las Armas Nucleares y la Celebración en el año 2019 (abril)  del evento sobre el Día internacional del Multilateralismo y la Democracia para la Paz.